# Andronico Euforbeno
Andronico Comneno Euforbeno (in greco Ἀνδρόνικος Κομνηνός Εὐφορβηνός?, Andrónikos Komnenós Eúpphorbenós; 1105 - 1108 – 1163 circa) era un aristocratico e comandante militare bizantino, che fu governatore della Cilicia fra il 1162 ed il 1163.

## Biografia
Andronico Euforbeno era il secondo figlio di Niceforo Euforbeno Catacalo e della principessa porfirogenita Maria Comnena, figlia dell'imperatore bizantino Alessio I Comneno (r. 1081-1118). Nacque probabilmente intorno al 1105/1108, ma la sua vita è per lo più sconosciuta; non si sa se si sposò o ebbe una prole. Nel febbraio 1147, insieme al fratello maggiore Alessio, partecipò ad un sinodo ecclesiastico nel Palazzo delle Blacherne, che depose il patriarca Cosma II Attico.
Euforbeno intraprese la carriera militare, ma l'unica carica di cui si ha notizia fu quella di doux (governatore militare regionale) della Cilicia, che ricoprì nel 1162-1163. In Cilicia dovette affrontare il signore armeno locale, Teodoro II, che mirava a riaffermare l'indipendenza della regione dal dominio bizantino. A seguito della campagna in Cilicia dell'imperatore Manuele I Comneno (1143-1180) nel 1158, Teodoro aveva riconosciuto la sovranità dell'imperatore. Mentre i Bizantini stabilirono il loro controllo sulla pianura della Cilicia, Teodoro rimase libero, mantenendo il controllo delle proprie forze militari e dell'entroterra montuoso, come vassallo nominale dell'imperatore. Nel 1162, il fratellastro di Teodoro, Stefano, fu trovato ucciso fuori dalle mura di Tarso, dopo essere stato invitato da Euforbeno a un banchetto in città il giorno precedente. Anche se Stefano era un rivale, questo fornì a Teodoro un pretesto opportuno per attaccare i possedimenti bizantini nella zona, anche se Euforbeno negò strenuamente qualsiasi coinvolgimento nell'azione. Euforbeno non riuscì a fermare il principe armeno, che catturò le fortezze di Mamistra, Anazarbus e Vahka e ne massacrò le guarnigioni. Nell'interesse dell'unità contro i musulmani, il re Amalrico di Gerusalemme mediò tra Teodoro e i Bizantini, facendo sì che Euforbeno venisse richiamato e sostituito con Costantino Colomanno
La sua sorte successiva è sconosciuta.